# Municipio de Daneville (Dakota del Sur)
El municipio de Daneville (en inglés: Daneville Township) es un municipio ubicado en el condado de Turner en el estado estadounidense de Dakota del Sur. En el año 2010 tenía una población de 207 habitantes y una densidad poblacional de 2,24 personas por km².

## Geografía
El municipio de Daneville se encuentra ubicado en las coordenadas 43°7′36″N 97°6′5″O / 43.12667, -97.10139. Según la Oficina del Censo de los Estados Unidos, el municipio tiene una superficie total de 92.38 km², de la cual 92,38 km² corresponden a tierra firme y (0 %) 0 km² es agua.

## Demografía
Según el censo de 2010, había 207 personas residiendo en el municipio de Daneville. La densidad de población era de 2,24 hab./km². De los 207 habitantes, el municipio de Daneville estaba compuesto por el 99,03 % blancos, el 0,97 % eran amerindios. Del total de la población el 0,48 % eran hispanos o latinos de cualquier raza.